# J. D. Evermore
John Daniel Evermore (Greenville, 5 de novembro de 1968) é um ator americano.

## Carreira
Evermore nasceu em Greenville, Mississippi. Ele é mais conhecido por interpretar o papel de Detective Lutz em True Detective, Harley em The Walking Dead, Carl Daggett em Rectify,  Holt em Maggie e Detetive Connors em Marvel's Cloak & Dagger.

## Filmografia
| Ano  | Título                                   | Papel                         | Notas                |
| ---- | ---------------------------------------- | ----------------------------- | -------------------- |
| 1998 | Stomping Grounds                         | Spike                         |                      |
| 2000 | Where the Heart Is                       | Orderly                       |                      |
| 2000 | Living the Life                          | Namorado de Pilar             |                      |
| 2002 | The Rookie                               | Relief Pitcher #1             |                      |
| 2003 | Rolling Kansas                           | Policial de Motocicleta Bravo |                      |
| 2003 | Single and Dealing with It               | Robert                        |                      |
| 2005 | Rainbow's End                            | Andy                          | Curta-metragem       |
| 2005 | Walk the Line                            | Homem do F.B.I.               |                      |
| 2005 | Glorious Mail                            | Timmy Jones                   |                      |
| 2005 | Waiting...                               | Redneck                       |                      |
| 2006 | Glory Road                               | East Texas State Fan          |                      |
| 2006 | The Guardian                             | Jailer                        |                      |
| 2007 | The Great Debaters                       | Capitão Wainwright            |                      |
| 2008 | Deal                                     | Tex Button                    |                      |
| 2008 | Stop-Loss                                | Rainey                        |                      |
| 2008 | Who Do You Love?                         | Jake                          |                      |
| 2009 | I Love You Phillip Morris                | Guarda Bossy                  |                      |
| 2009 | Still Waiting...                         | Cliente Exasperado            | Diretamente em vídeo |
| 2009 | Bad Lieutenant: Port of Call New Orleans | Rick Fitzsimon                |                      |
| 2009 | Alabama Moon                             | Oliver 'Pap' Blake            |                      |
| 2010 | The Chameleon                            | Trabalhador                   |                      |
| 2010 | Jonah Hex                                | Oficial da União no Trem      |                      |
| 2010 | Mysterious Island                        | Bonaventure Pencroft          |                      |
| 2011 | Ticking Clock                            | Segundo Policial              | Diretamente em vídeo |
| 2011 | The Mechanic                             | Gun Runner                    |                      |
| 2011 | Seconds Apart                            | CSI Tech                      |                      |
| 2011 | The Chaperone                            | Del                           |                      |
| 2011 | 51                                       | Smith                         |                      |
| 2011 | Never Back Down 2: The Beatdown          | Pai de Mike                   | Diretamente em vídeo |
| 2011 | Mask Maker                               | Professor                     |                      |
| 2011 | Seeking Justice                          | Homem no Elevador             |                      |
| 2011 | Inside Out                               | Baxter                        |                      |
| 2011 | Jeff, Who Lives at Home                  | Waiter                        |                      |
| 2012 | Transit                                  | Sargento Doucette             |                      |
| 2012 | The Philly Kid                           | Oficial da Condicional        |                      |
| 2012 | The Paperboy                             | Guarda do Portão              |                      |
| 2012 | The Campaign                             | Oficial do Estado             |                      |
| 2012 | The Baytown Outlaws                      | Oficial Boyd                  |                      |
| 2012 | Stolen                                   | Rookie                        |                      |
| 2012 | Django Unchained                         | O.B.                          |                      |
| 2013 | Broken City                              | Sam's Employee #3             |                      |
| 2013 | Beautiful Creatures                      | Mitchell Wate                 | Não-creditado        |
| 2013 | The Host                                 | Trevor Stryder                |                      |
| 2013 | 12 Years a Slave                         | Chapin                        |                      |
| 2013 | Dallas Buyers Club                       | Clint                         |                      |
| 2013 | Nothing Left to Fear                     | Pai Desamparado               |                      |
| 2014 | Wicked Blood                             | Doutor                        | Diretamente em vídeo |
| 2014 | Bad Country                              | Murphy - Capitão dos Guardas  |                      |
| 2014 | Dawn of the Planet of the Apes           | Sniper                        |                      |
| 2014 | Get on Up - A História de James Brown    | Apresentador de Seminários    |                      |
| 2014 | When the Game Stands Tall                | Técnico #1                    |                      |
| 2014 | Livre                                    | Clint                         |                      |
| 2014 | 99 Homes                                 | Sr. Tanner                    |                      |
| 2015 | Maggie                                   | Holt                          |                      |
| 2015 | Trumbo                                   | Guarda da Prisão              |                      |
| 2015 | The Program                              | Tailwind Executive            |                      |
| 2016 | Showing Roots                            | Raybur                        |                      |
| 2016 | he Sweet Life                            | Brandon                       |                      |
| 2016 | Deepwater Horizon                        | Dewey A. Revette              |                      |
| 2016 | Live by Night                            | Virgil Beauregard             |                      |
| 2016 | River Guard                              | Guarda                        |                      |
| 2018 | Assassination Nation                     | Chefe Patterson               |                      |
| 2018 | First Man                                | Chris Kraft                   |                      |

| Ano       | Título                         | Papel                    | Notas                                                       |
| --------- | ------------------------------ | ------------------------ | ----------------------------------------------------------- |
| 1996      | The Big Easy                   | Valentine                | Episódio: "Hotshots"                                        |
| 1998      | Walker, Texas Ranger           | Kyle Finley              | Episódio: "Saving Grace"                                    |
| 1998      | Walker, Texas Ranger           | Monte Vole               | Episódio: "Eyes of a Ranger"                                |
| 1999      | To Serve and Protect           | Driver Pete              | 1 episódio                                                  |
| 1999      | Walker, Texas Ranger           | Snake Lipton             | Episódio: "In Harm's Way: Part 1"; Uncredited               |
| 2000      | Hell Swarm                     | George Bernard           | Filme para TV                                               |
| 2000      | Picnic                         | Jovem Policial           | Filme para TV                                               |
| 2000      | At Any Cost                    | Policial #1              | Filme para TV                                               |
| 2001      | CSI: Crime Scene Investigation | Eric                     | Episódio: "Boom"                                            |
| 2001      | Walker, Texas Ranger           | Patrolman Cross          | Episódio: "Justice For All"                                 |
| 2002      | Days of Our Lives              | Técnico do Laboratório   | 1 episódio                                                  |
| 2004      | Infidelity                     | Andrew                   | Filme para TV                                               |
| 2005      | Faith of My Fathers            | Comandante James Latimer | Filme para TV                                               |
| 2005      | Snow Wonder                    | Joe                      | Filme para TV                                               |
| 2006      | Thief                          | Policial                 | Minissérie; Episódio: "Everything That Rises Must Converge" |
| 2006      | Not Like Everyone Else]        | Sr. Gray                 | Filme para TV                                               |
| 2006      | Prison Break                   | Woody                    | 2 episódios                                                 |
| 2006      | Southern Comfort               | Detetive Jim Hicks       | Piloto de TV                                                |
| 2007      | Ruffian                        | Saratoga Bettor          | Filme para TV                                               |
| 2010      | Memphis Beat                   | Leonard                  | Episódio: "One Night of Sin"                                |
| 2010-2013 | Treme                          | Detetive Thomas Silby    | 6 episódios                                                 |
| 2011      | Miami Magma                    | Dr. Brad Turner          | Filme para TV                                               |
| 2013      | Banshee                        | Cole Moody               | Episódio: "Pilot"                                           |
| 2013      | Bonnie & Clyde                 | Xerife Coffee            | Episódio: "Part 2"                                          |
| 2013-2016 | Rectify                        | Sheriff Carl Daggett     | Recorrente (temporadas 1-3) Elenco principal (temporada 4)  |
| 2014      | Star-Crossed                   | Weeble                   | Episódio: "Pilot"                                           |
| 2014      | True Detective                 | Detetive Lutz            | Recorrente                                                  |
| 2014      | The Walking Dead               | Harley                   | 4 episódios                                                 |
| 2014      | Salem                          | Reverend Lewis           | Episódio: "The Vow"                                         |
| 2015      | American Horror Story          | Rakes                    | Episódio: Magical Thinking"                                 |
| 2015      | Constantine                    | O Homem                  | Episódio: "Waiting for the Man"                             |
| 2017      | The Son                        | O Caçador de Buffalo     | Episódio: "The Buffalo Hunter"                              |
| 2018-2019 | Marvel's Cloak & Dagger        | Detetive Connors         | Elenco principal                                            |